# Магді аль-Машат
Магді аль-Машат (араб. مهدي المشاط) — єменський політичний діяч, який є послідовником руху хуситів. Після смерті Салеха Алі аль-Саммада 19 квітня 2018, він став президентом Верховної Політичної Ради. Він був колишнім представником Абдул-Маліка Бадреддіна аль-Хуті, лідера хуситів та директора його офісу.